# Lerone Murphy
Lerone Murphy (Manchester, Inglaterra, 22 de julio de 1991) es un artista marcial mixto británico que compite en la división de peso pluma de Ultimate Fighting Championship. Desde el 8 de abril de 2025 está en la posición #8 del ranking peso pluma.

## Primeros años
Lerone, que nació y creció en Old Trafford, asistió a la escuela primaria St Edward's en Rusholme y al instituto católico St Anne's en Heaton Chapel, Stockport, había sido un prometedor futbolista que hizo pruebas para el Liverpool y había entrenado tanto con el Stockport County como con el FC United en su adolescencia, hasta que una grave lesión de rodilla a los 16 años truncó cualquier esperanza de jugar al máximo nivel. Había practicado un poco de boxeo con su tío, el legendario entrenador de boxeo de Manchester, el difunto Oliver Harrison, que había entrenado a figuras como Amir Khan y Rocky Fielding. Nunca había probado las MMA hasta que entró en el gimnasio All Powers, que entonces tenía su sede en Hulme, antes de trasladarse a su actual base, justo al lado de la A6 en Davenport, Stockport.
El sábado 25 de mayo de 2013, Lerone, que entonces tenía 21 años, acababa de salir de una peluquería en Lloyd Street South, en el barrio de Fallowfield, en Manchester, cuando un hombre armado abrió fuego. Los transeúntes escucharon gritos de "por favor, no" antes de que se produjeran tres disparos, en los que Lerone recibió dos impactos en la cara y el cuello. Lerone pasó una semana en cuidados intensivos y otra más en el hospital tras ser operado. Tuvo que recibir una prótesis dental y tiene un pequeño fragmento de bala incrustado permanentemente en la lengua.

## Carrera de artes marciales mixtas

### Carrera temprana
En su debut en las MMA en el FCC 15, se enfrentó a Martin Fouda y lo derrotó por decisión unánime. Murphy derrotó a sus siguientes enemigos a través de TKO en Tyler Thomas en Tanko FC 3 y Jamie Lee en la FCC 18, respectivamente. Luego, en el FCC 19, derrotó a Nathan Thompson por TKO en el primer asalto. En FightStar Championship 14 Murphy derrotó a Terry Doyle por TKO en el primer asalto. Derrotó a James Mcerlean por decisión unánime en Evolution Of Combat fight night 2 y a Anton De Paepe por decisión unánime en Celtic Gladiator 22 para conseguir su tercera victoria por decisión como profesional. En su última aparición con Full Contender en FCC 23 Murphy derrotó a Manolo Schianna por TKO en el primer asalto. La victoria le valió a Murphy la quinta victoria por nocaut de su carrera profesional y el Campeonato de Peso Pluma de la FCC.

### Ultimate Fighting Championship
Murphy debutó en la UFC contra Zubaira Tukhugov, que regresaba tras tres años de inactividad, el 7 de septiembre de 2019 en UFC 242. El combate, de ida y vuelta, terminó con un empate dividido, ya que un juez dio la victoria a cada uno de los luchadores por 29-28 y el tercero lo vio como un empate 28-28.
Murphy se enfrentó a Ricardo Ramos el 16 de julio de 2020 en UFC on ESPN: Kattar vs. Ige. Ganó el combate por nocaut técnico en el primer asalto, lo que le valió el premio a la Actuación de la Noche.
Tras su segundo combate en la promoción, Murphy volvió a firmar con la UFC.
Murphy se enfrentó a Douglas Silva de Andrade el 20 de enero de 2021 en UFC on ESPN: Chiesa vs. Magny. Ganó el combate por decisión unánime.
Murphy estaba programado para enfrentarse a Charles Jourdain el 4 de septiembre de 2021 en UFC Fight Night: Brunson vs. Till. Sin embargo, Murphy fue retirado del evento por problemas de visa, y fue sustituido por Julian Erosa.
Sustituyendo al lesionado Tristan Connelly, Murphy intervino como sustituto con poca antelación contra Makwan Amirkhani en UFC 267 el 30 de octubre de 2021. Ganó el combate por nocaut en el segundo asalto.
Murphy estaba programado para enfrentarse a Nate Landwehr el 26 de marzo de 2022 en UFC por ESPN 33. Sin embargo, Murphy se retiró de la pelea por razones no reveladas y fue reemplazado por David Onama.
Estaba previsto que Murphy enfrentara a Nathaniel Wood el 18 de marzo de 2023 en UFC 286. Sin embargo, Wood se vio obligado a retirarse del evento debido a una lesión en la pierna y fue reemplazado por el recién llegado a UFC Gabriel Santos. Murphy ganó la pelea por decisión dividida.
Murphy se enfrentó a Joshua Culibao el 22 de julio de 2023 en UFC Fight Night 224. Ganó la pelea por decisión unánime.
Murphy estaba programado para enfrentarse a Dan Ige el 10 de febrero de 2024 en UFC Fight Night 236. Sin embargo, Murphy se retiró a mediados de enero debido a una lesión no revelada.
Murphy enfrentó a Edson Barboza el 18 de mayo de 2024 en UFC Fight Night 241. Ganó la pelea por decisión unánime. Está pelea lo hizo merecedor de su primer premio a la Pelea de la Noche.

## Campeonatos y logros

### Artes marciales mixtas
- Full Contact Contender
  - Campeonato de Peso Pluma de la FCC (una vez)[4]
- Ultimate Fighting Championship
  - Pelea de la Noche (una vez) vs. Edson Barboza[29]
  - Actuación de la Noche (una vez) vs. Ricardo Ramos[9]

## Récord en artes marciales mixtas
| Resultado | Récord | Oponente                   | Método                | Evento                               | Fecha                    | Ronda | Tiempo | Localización      | Notas                                       |
| --------- | ------ | -------------------------- | --------------------- | ------------------------------------ | ------------------------ | ----- | ------ | ----------------- | ------------------------------------------- |
| Victoria  | 17–0–1 | Aaron Pico                 | KO (codazo giratorio) | UFC 319                              | 16 de agosto de 2025     | 1     | 3:21   | Chicago, Illinois | Actuación de la Noche.                      |
| Victoria  | 16–0–1 | Josh Emmett                | Decisión (unánime)    | UFC Fight Night: Emmett vs. Murphy   | 5 de abril de 2025       | 5     | 5:00   | Las Vegas, Nevada |                                             |
| Victoria  | 15–0–1 | Dan Ige                    | Decisión (unánime)    | UFC 308                              | 26 de octubre de 2024    | 3     | 5:00   | Abu Dabi          |                                             |
| Victoria  | 14–0–1 | Edson Barboza              | Decisión (unánime)    | UFC Fight Night: Barboza vs. Murphy  | 18 de mayo de 2024       | 5     | 5:00   | Las Vegas, Nevada | Pelea de la Noche                           |
| Victoria  | 13–0–1 | Joshua Culibao             | Decisión (unánime)    | UFC Fight Night: Aspinall vs. Tybura | 22 de julio de 2023      | 3     | 5:00   | Londres           |                                             |
| Victoria  | 12–0–1 | Gabriel Santos             | Decisión (dividida)   | UFC 286                              | 18 de marzo de 2023      | 3     | 5:00   | Londres           |                                             |
| Victoria  | 11–0–1 | Makwan Amirkhani           | KO (rodillazo)        | UFC 267                              | 30 de octubre de 2021    | 2     | 0:14   | Abu Dhabi         |                                             |
| Victoria  | 10–0–1 | Douglas Silva de Andrade   | Decisión (unánime)    | UFC on ESPN: Chiesa vs. Magny        | 20 de enero de 2021      | 3     | 5:00   | Abu Dhabi         |                                             |
| Victoria  | 9–0–1  | Ricardo Ramos              | TKO (puñetazos)       | UFC on ESPN: Kattar vs. Ige          | 16 de julio de 2020      | 1     | 4:18   | Abu Dhabi         | Actuación de la Noche.                      |
| Empate    | 8–0–1  | Zubaira Tukhugov           | Empate (dividido)     | UFC 242                              | 7 de septiembre de 2019  | 3     | 5:00   | Abu Dhabi         |                                             |
| Victoria  | 8–0    | Manolo Scianna             | TKO (puñetazos)       | Full Contact Contender 23            | 18 de mayo de 2019       | 1     | 2:22   | Bolton            | Ganó el Campeonato de Peso Pluma de la FCC. |
| Victoria  | 7–0    | Ayton De Paepe             | Decisión (unánime)    | Celtic Gladiator 22                  | 30 de noviembre de 2018  | 3     | 5:00   | Manchester        |                                             |
| Victoria  | 6–0    | James McErlean             | Decisión (unánime)    | Evolution Of Combat: Fight Night 2   | 1 de septiembre de 2018  | 3     | 5:00   | Morecambe         |                                             |
| Victoria  | 5–0    | Terry Doyle                | TKO (puñetazos)       | FightStar Championship 14            | 14 de abril de 2018      | 1     | 0:42   | Londres           | Debut en el peso pluma.                     |
| Victoria  | 4–0    | Nathan Thompson            | TKO (puñetazos)       | Full Contact Contender 19            | 30 de septiembre de 2017 | 1     | 0:48   | Bolton            |                                             |
| Victoria  | 3–0    | Jamie Lee                  | TKO (puñetazos)       | Full Contact Contender 18            | 15 de abril de 2017      | 1     | 3:55   | Bolton            |                                             |
| Victoria  | 2–0    | Tyler John Thomas          | TKO (puñetazos)       | Tanko Fighting Championships 3       | 11 de febrero de 2017    | 1     | 1:55   | Manchester        |                                             |
| Victoria  | 1–0    | Martin Fouda Afana Bipouna | Decisión (unánime)    | Full Contact Contender 15            | 5 de marzo de 2016       | 3     | 5:00   | Bolton            | Debut en el peso ligero.                    |